# August Blaas
Owe Carl Friedrich August Blaas (* 3. Januar 1829 in Schleswig; † 30. April 1900 in Heide) war erster Bürgermeister der Stadt Heide.
Blaas war von Beruf Müller und kam 1854 nach Heide. Er machte Öffentlichkeitsarbeit im Rahmen der Eggenkommunen. Im Jahre 1868 wurde er zum Vorsteher des Fleckenkollegiums gewählt, am 30. Juni 1870 dann zum ersten Heider Bürgermeister. Am 4. Dezember 1895 trat er als Bürgermeister zurück und wurde zum ersten Ehrenbürger der Stadt Heide ernannt.
| Personendaten    | Personendaten                    |
| ---------------- | -------------------------------- |
| NAME             | Blaas, August                    |
| ALTERNATIVNAMEN  | Blaas, Owe Carl Friedrich August |
| KURZBESCHREIBUNG | deutscher Bürgermeister          |
| GEBURTSDATUM     | 3. Januar 1829                   |
| GEBURTSORT       | Schleswig (Stadt)                |
| STERBEDATUM      | 30. April 1900                   |
| STERBEORT        | Heide (Holstein)                 |